# ایلیا هاجوک
ایلیا هاجوک (اوکراینی: Ілля Петрович Гаджук؛ زادهٔ ۲ اوت ۲۰۰۲) بازیکن فوتبال اهل اوکراین است.
از باشگاه‌هایی که در آن بازی کرده‌است می‌توان به باشگاه فوتبال دینامو کی‌یف اشاره کرد.